# Kritische Kriminologie
Als Kritische Kriminologie bzw. im angelsächsischen Raum Radikale Kriminologie (Radical Criminology, in Großbritannien auch New Criminology) wird eine Richtung der Kriminologie bezeichnet, die sich ab den 1960er-Jahren in Abgrenzung zur traditionellen (ätiologischen) Kriminologie formierte, die von ihr als „Legitimationswissenschaft“ bezeichnet wurde. Bei allen im Einzelnen bestehenden Unterschieden sind für die kritische Kriminologie sämtlicher Richtungen eine starke Orientierung am Etikettierungsansatz sowie ein hauptsächliches Interesse an der Erforschung der Instanzen der sozialen Kontrolle („Kriminalisierungsinstanzen“) kennzeichnend. Täterorientierte Kriminalitätstheorien spielen für die kritische Kriminologie hingegen überwiegend keine Rolle. Von ihren Vertretern wird der Übergang von der traditionellen zur kritischen Kriminologie teilweise als ein Paradigmenwechsel im Sinne Thomas S. Kuhns betrachtet.
Die kritische Kriminologie ist in stärkerem Maße als die traditionelle Kriminologie an den Sozialwissenschaften (statt an den Rechtswissenschaften und der Psychiatrie) ausgerichtet und ist eher herrschaftskritisch als herrschaftsapologetisch. Seit den Neunziger Jahren des 20. Jahrhunderts mehren sich auch Stimmen der (Selbst-)Kritik innerhalb der kritischen Kriminologie. Diese widmen sich hauptsächlich der Frage, wie viel Raum, wenn überhaupt, neben dem Etikettierungsansatz den anderen – gegebenenfalls auch ätiologischen bzw. „traditionellen“ – Erklärungsmodellen zuzugestehen ist.

## Entstehung
Im angloamerikanischen Raum formierte sich die kritische Kriminologie gegen die ätiologische Kriminologie, wobei der erste Impuls von David Matza ausging. Dieser bemängelte 1964 in seinem Buch Delinquency and Drift, dass die Kriminologie (in den angloamerikanischen Ländern identisch mit der Kriminalsoziologie) die neueren Entwicklungen in der Sozialwissenschaft verschlafen habe, insbesondere den Symbolischen Interaktionismus. Kritisiert wurde besonders auch der Mehrfaktorenansatz des Ehepaars Glueck, das eine international bekannte Längsschnittstudie betrieben und daraus eine Prognosetafel entwickelt hatte. Mit Howard S. Beckers Buch Outsiders machte die entstehende kritische Kriminologie einen Qualitätssprung hin zum Etikettierungsansatz. Die Hinterfragung von gesellschaftlichen Normen und der Kontrollinstanzen geriet in den Vordergrund des wissenschaftlichen Interesses.
In Großbritannien entwickelte sich um Jock Young eine kritische Kriminologie („radical criminology“) marxistischer Couleur, die Kriminalisierungen aus Klassenlagen ableitete. Stanley Cohen stand für eine Richtung der kritischen Kriminologie, die besonders viel Wert auf eine konsequente Anwendung der Etikettierungsperspektive legte.
In der Bundesrepublik Deutschland gab es zu Beginn der 1960er Jahre noch keine nennenswerte soziologische Tradition der Kriminologie. Erste Ansätze, wie es sie zu Zeiten der Weimarer Republik vor allem aufgrund der Beiträge Franz Exners gegeben hatte, waren weitgehend in Vergessenheit geraten. Daher setze die Kritische Kriminologie hier mit einer Ideologiekritik der traditionellen (von Rechtswissenschaft und Psychiatrie dominierten) Kriminologie an:
„Die herkömmliche Kriminologie steht unter Ideologieverdacht, insoweit sie täterorientiert ist, mit dem von Strafrecht vorgegebenen Kriminalitätsbegriff arbeitet und Kriminalität als abnormal und pathologisch begreift. Die Täterorientierung stellt sich dar als Überbetonung individualpsychologischer und psychiatrischer Erklärungen von Kriminalität. Sie führt damit zur Ausblendung der sozialen Reaktionen aus dem Erklärungszusammenhang der Kriminalität. Damit verstellt die täterorientierte Kriminologie den Blick auf die selektiven Mechanismen im gesamten Prozeß der faktischen Kriminalisierung.“
Aufgrund dieses Vorwurfes an die Disziplin, sich nur damit zu befassen, was einen Täter kriminell werden lässt, erhob die Kritische Kriminologie den Anspruch, das Gesamtsystem von Gesellschaft, Politik, Gesetzgeber, Justiz und Kriminellen sowie weitere Akteuren wie Medien, Sozialwissenschaften, Sozialarbeit zu erfassen. Ihr Untersuchungsgegenstand war vor allem festzustellen, wie die Gesellschaft welches Verhalten als kriminell definiert.
Die deutschsprachige Kritische Kriminologie war somit von Anfang an hauptsächlich mit dem Etikettierungsansatz (und zwar in der von Fritz Sack radikalisierten Version) befasst. Fritz Sack, der in Deutschland zu den Gründungsvätern der Kritischen Kriminologie zählte, verfolgte das Ziel, die ätiologische Kriminologie durch eine Strafrechtssoziologie zu ersetzen.
1969 gründete sich der Arbeitskreis Junger Kriminologen (AJK), in dem sich die Kritiker der herkömmlichen Fachdisziplin sammelten. Er gibt seit jenem Jahr eine bis heute bestehende kriminologische Fachzeitschrift, das Kriminologische Journal, heraus.

## Entwicklung
Die US-amerikanische Kritik an der ätiologischen Kriminalsoziologie verlor nach einiger Zeit ihre Radikalität. Eine moderate Version des Etikettierungsansatzes mit der Unterscheidung zwischen primärer und sekundärer Devianz war mittlerweile in den gesamten Theoriekanon der Kriminologie eingegangen. Die britische New Criminology verwandelte sich in einen sozialdemokratisierten kriminologischen Neuen Realismus, der inzwischen dem internationalen fachwissenschaftlichen Mainstream entspricht. Beispielhaft kann z. B. Jock Youngs Wandlung von einer neo-marxistischen zu einer eher sozialdemokratischen Position angeführt werden.
Die Vertreter der deutschsprachigen kritischen Kriminologie haben sich längst auch anderen Themen als dem radikalen Etikettierungsansatz zugewandt. Teilweise wurde versucht, interaktionistische und marxistische Ansätze zu einer allgemeinen Theorie der Gesellschaft zu verbinden und in diese dann auch die kritische Kriminologie einzubetten. Zu nennen wäre hier neben den Arbeiten Fritz Sacks auch die marxistisch-interaktionistische Kriminologie von Gerlinda Smaus. Henner Hess und Sebastian Scheerer veröffentlichten 1997 unter dem Titel Was ist Kriminalität? eine konstruktivistische Kriminalitätstheorie, mit der sie sich vom Etikettierungsansatz Sackscher Ausprägung abgrenzten und zudem auf Elemente der traditionellen Kriminalsoziologie zurückgriffen. Zudem war es auch ihnen ein Anliegen, die Kriminologie stärker mit der allgemeinen soziologischen Theorie zu verbinden. Hess und Scheerer erfuhren für ihren Beitrag aus den Reihen der kritischen Kriminologen aus ihrer Sicht überraschend viel Kritik. Seitens der traditionellen Kriminologie – beispielsweise von Michael Bock- hingegen wurde die konstruktivistische Kriminalitätstheorie mit Lob bedacht. Mit ihr seien (Teile der) kritischen Kriminologie im wissenschaftlichen Mainstream auch aus seiner Sicht voll anschlussfähig geworden. Seit mehreren Jahrzehnten sind im Kriminologischen Journal auch Michel Foucault (Gouvernementalität), David W. Garland (Kultur der Kontrolle), der kriminalpolitische Abolitionismus und Giorgio Agamben (Homo sacer) Orientierungspunkte der Diskussion. Seit 2008 arbeiteten Heinz Steinert und Reinhard Kreissl an einer „sozio-neuro-wissenschaftlichen Handlungstheorie“ und müssen sich aus dem eigenen wissenschaftlichen Umfeld von Rüdiger Lautmann den Vorwurf gefallen lassen: „Kollegen, die bislang ausschließlich die Reaktionen auf 'Kriminalität' untersucht haben, wenden sich der Ursachenfrage zu. Diesen Erfolg bekommt die Bio-Kriminologie geschenkt: Die Kritische Kriminologie nimmt endlich Vernunft an – wäre zynisch anzumerken – und vollzieht die ätiologische Wende.“
Seit Mitte der 1990er Jahre beschäftigen sich einzelne, mehrheitlich weibliche Vertreter der Kritischen Kriminologie (Martina Althoff, Gerlinda Smaus, Lydia Maria Seus, Helga Cremer-Schäfer u. a.) verstärkt mit der Kategorie „Geschlecht“. Mit ihrer feministischen Kriminologie tragen sie Erkenntnisse des feministischen Diskurses in die Kritische Kriminologie hinein.
Was Erfolge der kritischen Kriminologie im Sinne einer Durchsetzung des neuen Forschungsparadigmas anbelangt, wird im Jahr 2017 zurückhaltend angeführt, vor allem die Praxis werde nach wie vor von einer ätiologisch ausgerichteten Forschung dominiert, die allerdings Teile des kritischen Diskurses (z. B. die Erforschung von Stigmatisierungsprozessen) in ihr eigenes multifaktorielles Programm mit aufgenommen habe. Positiv sei zudem der Einfluss der Diskurse über Abolitionismus und Diversion auf die Praxis (genannt wird die Einführung des Täter-Opfer-Ausgleichs), was ohne die Forschungen und Diskussionsansätze der kritischen Kriminologie nicht möglich gewesen sei.

## Zeitschrift
- KrimJ. Kriminologisches Journal, vierteljährlich, Juventa-Verlag, Weinheim